# Frederik Allard Ebbinge Wubben
Frederik Allard Ebbinge Wubben (Deventer, 13 juli 1791 - Staphorst, 26 juni 1874) was een Nederlands burgemeester en notaris. 

## Levensloop
Ebbinge Wubben was de zoon van dokter Christoffer Wubben en Adriana Hendrika Ebbinge.
Hij was de vader van Gerrit Jan Hillegondus Ebbinge Wubben, die burgemeester van Grijpskerk en Smilde zou worden en Cornelis Philippus Ebbinge Wubben, die burgemeester van Vries zou worden en een dochtertje Ignatia Jacoba Maria. Hij was gehuwd met Margaretha Johanna Cornelia de Groot.
Hij was vanaf 1811 de eerste burgervader (maire) van de gemeente Staphorst.
Tot 1852 bleef hij hoofd van het plaatselijk bestuur.
In 1833 werd hij tevens Heemraad van het tweede district in de provincie Overijssel.

In 1834 werd hij notaris te Staphorst. Deze functie bekleedde hij tot 1862.
In 1845 werd hij benoemd tot lid van de Provinciale Staten in Overijssel.
In Staphorst is een weg naar hem vernoemd: De Ebbinge Wubbenlaan. Deze weg loopt dwars door het dorp en komt uit op de Gemeenteweg.
Ebbinge Wubben ligt begraven in een familiegraf op de begraafplaats van de hervormde kerk te Rouveen.